# Ніколь Лємер Д'Агаджіо
Ніколь Лємер Д'Агаджіо (Dr.Nicole Lemaire d'Agaggio) (м. Ніцца, Франція) — сучасна французька художниця, професорка, засновниця Європейської академії наук, мистецтв і літератури, генеральний секретар Академії з часу її заснування (1980), багаторічний заступник мера м. Антіб-Жуан-лє-Пен, Міжнародний голова комісії з питань культури і мистецтв Професійної спілки жінок Франції, активний член руху за підвищення статусу жінки.

## Біографія
У дитинстві писала олією та пастеллю картини фігуративного спрямування. У віці 11 років виборола Першу премію Канського художнього конкурсу.
У центрі творчих пошуків мисткині — поєднання наукового і мистецького досвідів. Докторська дисертація, захищена в Сорбоннському  університеті (Париж), присвячена саме проблемам взаємозв'язків науки та мистецтва.
Ніколь Лємер Д'Агаджіо — одна з перших представниць «гіперабстракції». Мисткиня створила декілька монументальних композицій символічного характеру, зокрема «Квантова механіка», «Метаморфози», «Хімія Кохання», «Принципи термодинаміки». Ці монументальні полотна експонувалися у престижних музеях Європи.
Розробила нову техніку — «поліхромне драпування», створює також сучасні гобелени, використовуючи обюссонівську техніку.
Автор багатьох плакатів, листівок й ілюстрацій, виконаних на замовлення ЮНЕСКО, а також ілюстрацій до книг, виданих видавництвами Flammarion, Hachette, Presses Universitaires de France, Leonardo.
Низку книг опублікувала у співавторстві з першим президентом Європейської академії наук, мистецтв і літератури Раймоном Доделем.
Кавалер Ордена Почесного легіону, французького Ордена мистецтв і літератури, почесний доктор Академії витончених мистецтв Румунії, володар Гран-прі Музею живопису в Монако та багатьох інших нагород.
Роботи мисткині експонуються у 80 музеях світу.

## Ніколь Лємер Д'Агаджіо і Україна
У 2019 році взяла участь у XIII Всеукраїнському фестивалі науки і заходах, присвячених святкуванню Дня Європи в Києві.
16 травня 2019 року прочитала лекцію «Наука і мистецтво. Історія європейських академій» («Science et art. Histoire des académies européennes») членам Малої академії наук України.

З 18 травня по 1 червня 2019 року за сприяння Європейської академії наук, мистецтв і літератури (ЄАНМЛ), Центра ЮНЕСКО, Малої академії наук України, Посольства Франції в Україні, Французького інституту в Україні у київський мистецькій галереї НЮ АРТ відбулася виставка Ніколь Лємер Д'Агаджіо “Наука і мистецтво" . На відкритті виставки Мартін Штратманн, президент Товариства ім. Макса Планка зазначив:
"Краще один раз побачити, ніж сто разів почути. Адже зображення може відкрити нам незвичні перспективи, дати поживу для роздумів. «Картини зі світу науки», як мистецькі шедеври, захоплюють глядача і водночас викликають інтерес до дослідницьких процесів та наукового пізнання, що стоїть за естетикою картин".
У 2019 році у Києві у видавнициві "Пензель" вийшов художній альбом "Лемер Д’Агаджіо Н. Наука і мистецтво : каталог виставки" (упорядники Т.І. Бєлан, В.М. Кудляк, І.С. Рябчій, Д.О. Чистяк) .

## Вибрані публікації
Daudel R., D'Agaggio N. Vision moléculaire du monde. — Paris: Hachette, 1981. — 188 p.
Daudel R., Lemaire d'Agaggio N. (ed.) Life sciences and society: Proceedings of an International Colloquium on Great and Recent Discoveries in the Biomedical and Social Sciences, and Their Impact on the Evolution and Understanding of Our Society, Stockholm, Sweden, 26-28 November 1984. — New York: Elsevier Science Publishers, 1986. — 278 p.
Benincasa C., Daudel R., D'Agaggio N. D'Agaggio: les sillons de la création. — Paris Art center, 1992. — 110 p.
Daudel R., Lemaire d'Agaggio N. La science et la metamorphose des arts. — Paris, Presses universitaires de France, 1994—223 p.
Lemaire d'Agaggio, N. Pleins feux sur les femmes de 60 An. — Paris, Residence, 2000. — 213 p.